# Mimik

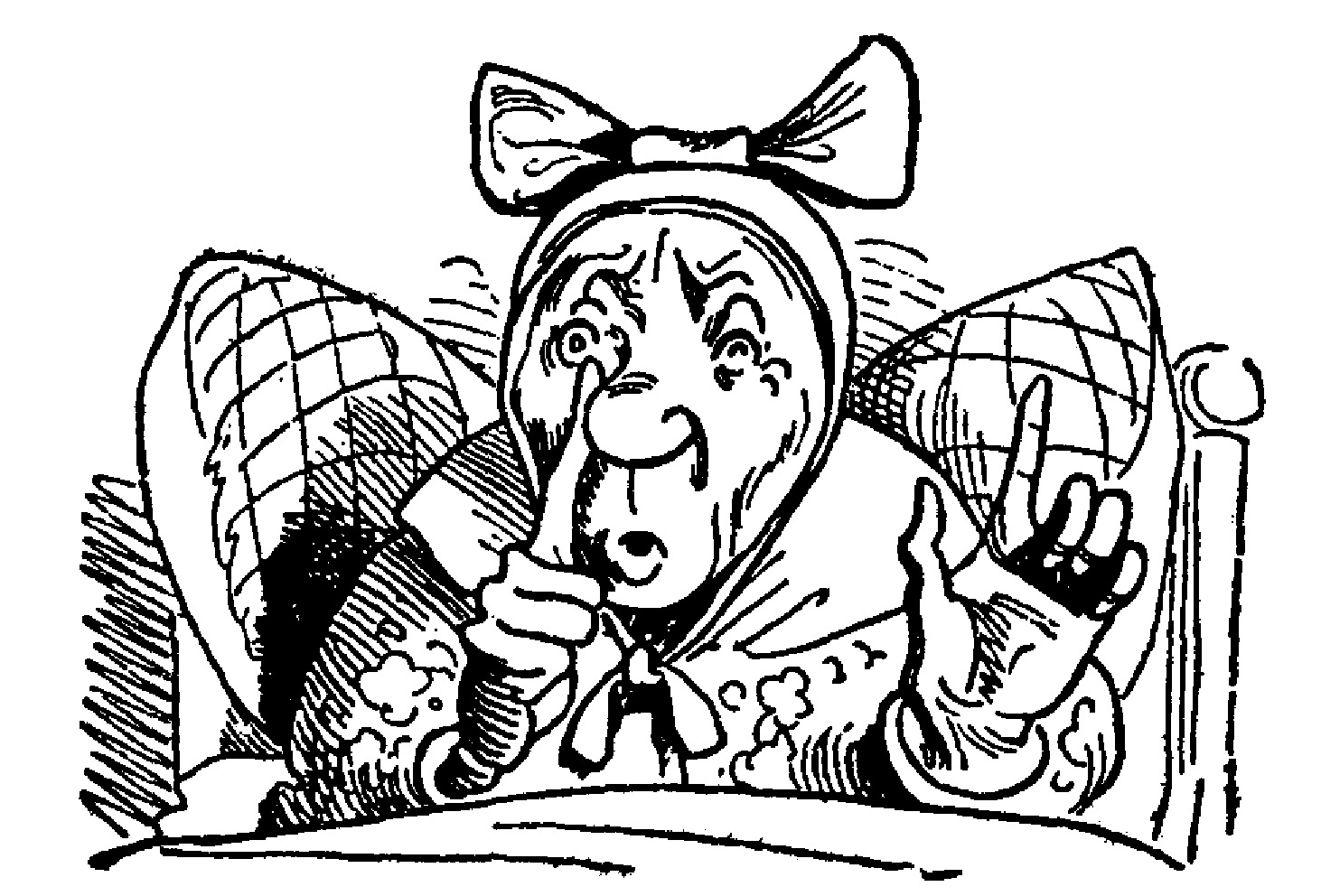
Die aufgeschreckte Miene der Witwe Bolte – Wilhelm Busch 1865:
Max und Moritz

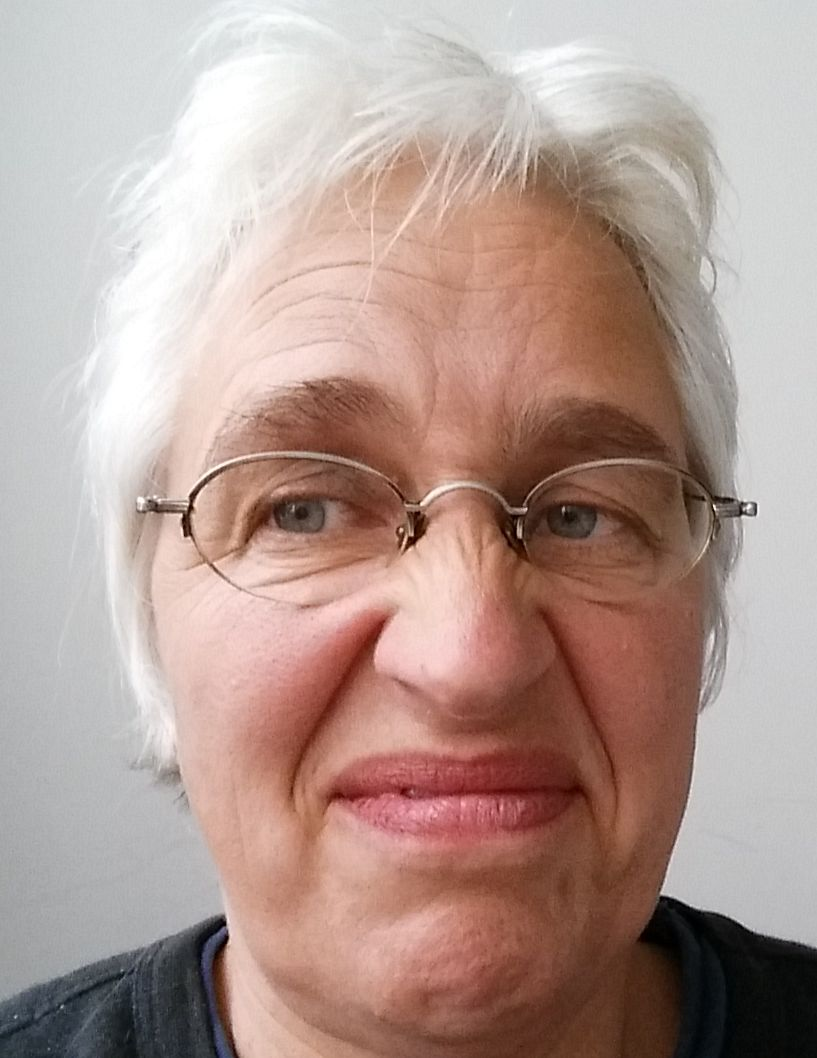
Mimik: Ekel

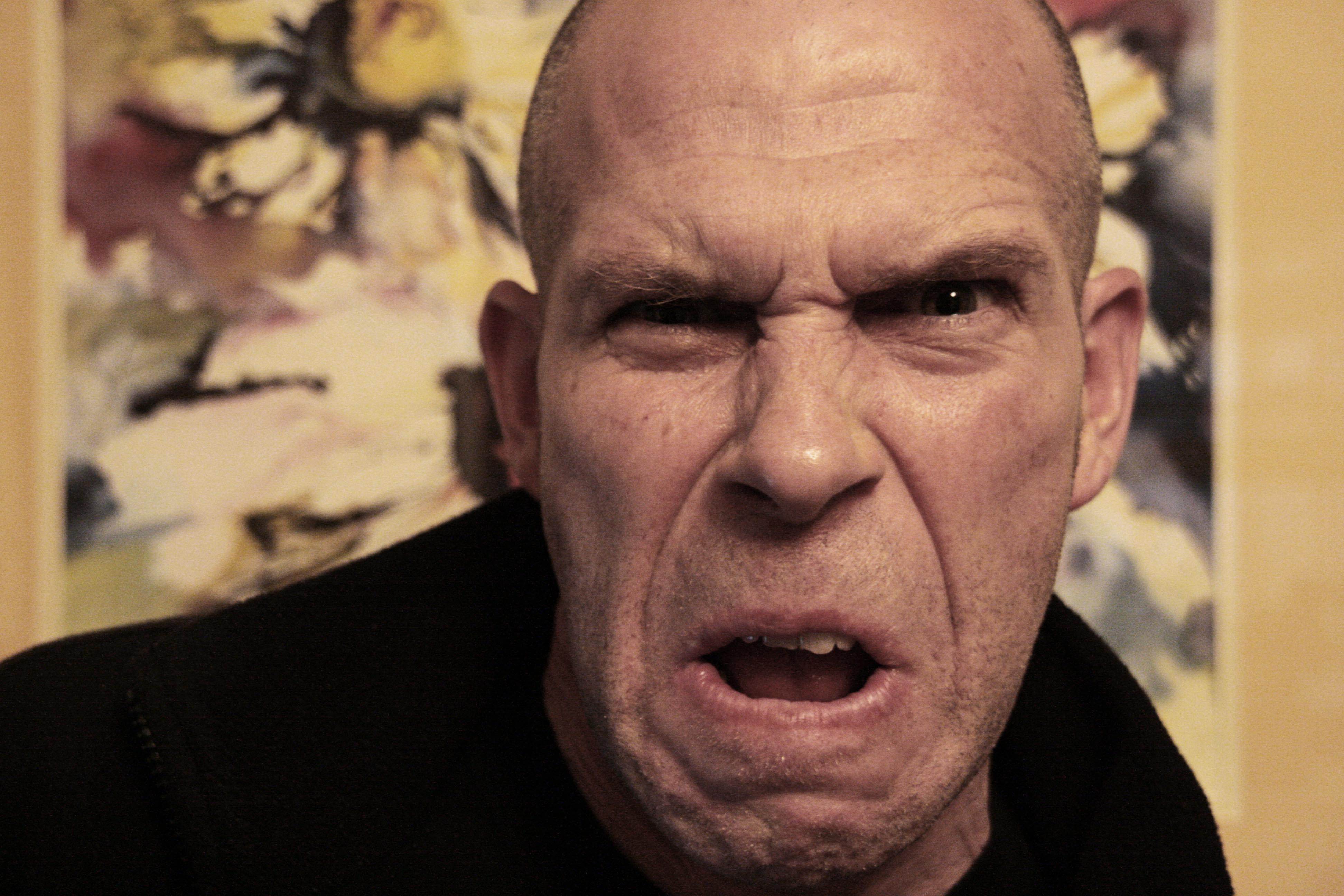
Mimik: Zorn

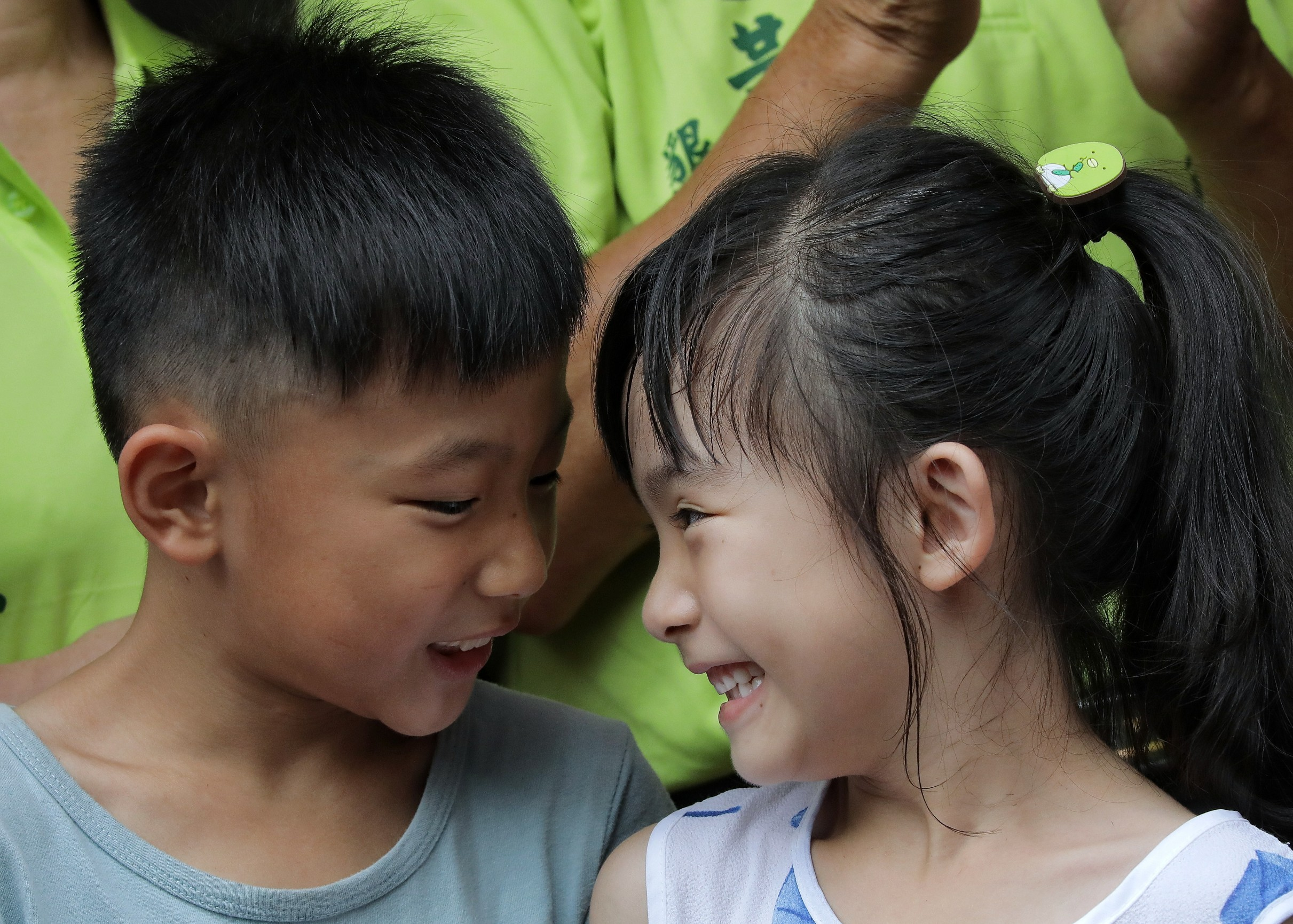
Lächeln und grinsen

Als die Mimik (auch die Miene oder das Mienenspiel) werden die sichtbaren Bewegungen der Gesichtsoberfläche bezeichnet. In den meisten Fällen entsteht ein Gesamteindruck aus einzelnen mimischen Facetten, da die einzelnen Bewegungen der Gesichtsmuskulatur in Sekundenbruchteilen ablaufen. Die Mimik ist ein Teil des Ausdrucksverhaltens des Menschen sowie dazu befähigter Tiere. Sie ist beim Menschen zusammen mit anderen Verhaltensweisen und Handlungen wie der Gestik ein wichtiger Bestandteil der nonverbalen Kommunikation.
Der Gesichtsausdruck beruht im Wesentlichen auf der Kontraktion der mimischen Muskulatur und wird besonders durch Augen und Mund als die beweglichsten Teile des Gesichts hervorgebracht. Es gibt etwa dreitausend Variationen.

## Nähere Bestimmung
Mimik besitzt in folgenden Bereichen eine besondere Bedeutung:
1. sie ist Ausdruck von einer bestimmten Emotionalität, manchmal auch Intentionalität und wird so zu einer grundlegenden, jedoch oft unwillkürlichen Art von Kommunikation
2. sie hat Ausdrucks- und Appellfunktion, ist somit erste Mitteilungsform zwischen Kind und Eltern
3. sie gibt Aufschluss über individuelle Eigenheiten eines Menschen aufgrund seiner personenspezifischen Bewegung (Eigendynamik).

Mimische Kommunikation und Interaktion ist sozial bedeutsamer, als es die auffälligere und besser dokumentierbare Sprache vermuten lässt.

## Beispiele aus dem europäischen Kulturkreis
In europäischen Kulturen bedeutet etwa
1. die Stirn zu runzeln: Tadel, Nachdenklichkeit bezüglich des Gesagten,
2. die Unterlippe vor zu schieben und (verstärkend) die Augen zu verdrehen: Ungläubigkeit bzw. Skepsis,
3. die Augenbrauen heben: Erstaunen
4. einseitig zu feixen: Spott,
5. die Nase zu rümpfen und die Nasenlöcher zu blähen: Abscheu bzw. Ekel,
6. jemanden unverwandt anzustarren (ggf. mit[2] dem Erfolg, dass er den Blick abwendet, umgangssprachlich: ihn ‚niederzustarren‘): Demütigung oder gar Drohung
7. die Züge „versteinern“ zu lassen: Ablehnung, Erhöhung der sozialen Distanz
8. (in sehr traditionellen katholischen Milieus etwa Südeuropas) vor Altären die Augen so sehr nach oben zu richten, dass man nur noch das Weiße sieht: Anbetung (daher die Redensart „jemanden anhimmeln“).
9. jemanden (mehr oder weniger lächelnd) angrinsen, daher die Redensart Gute Miene (zu bösem Spiel) machen.

## Wortumfeld
Etymologisch stammt Mimik ab von altgriechisch μιμικός mimikós „den Mimen betreffend, nach Art eines Mimen“. Das langsam veraltende Mime steht für Schauspieler. Daher ist verständlich, dass das Verb mimen gelegentlich auch synonym zu Theater spielen verwendet wird. Umgangssprachlich wird es synonym für eine schauspielerisch überhöhte Darstellung verwandt. Beispiel: „Er mimt, krank zu sein“ (im Sinne von: „Er tut so, als ob er krank wäre“). Andere Beispiele sind die sogenannte "Engelsmiene" und die "Unschuldsmiene", damit will man seine Schuld oder sein Schuldbewusstsein nicht zeigen. Die sogenannten "Trauermiene" zeigt Bekümmernis. Von einer sogenannten "Amtsmiene" spricht man meist spöttisch, wenn eine Amtsperson einen übertrieben strengen Gesichtsausdruck zeigt.
Mimik ist in manchen Vereinen ein Höhepunkt der Jahres-Festivitäten, in der für die Mitglieder Ereignisse aus dem Vereinsleben karikiert und pantomimisch überhöht werden.

## Film und Theater
Wesentliche Überlegungen zur Mimik gehen auf Béla Balázs, den ersten Filmtheoretiker der Weimarer Republik, und dessen epochales Werk Der sichtbare Mensch (1924) zurück.